# PEC in het seizoen 1970/71
Het seizoen 1970/1971 was het 60e jaar in het bestaan van de Zwolse voetbalclub PEC. De club kwam uit in de Tweede divisie en eindigde daarin op de tweede plaats. Ook werd deelgenomen aan het toernooi om de KNVB beker, hierin werd de club in de eerste ronde uitgeschakeld door Willem II (0–1). Na het seizoen werd duidelijk dat bij de sanering van het betaald voetbal in Nederland er een aantal clubs noodgedwongen moesten verdwijnen naar de amateurs. PEC was op basis van de criteria (gemiddelde van het aantal betalende toeschouwers over de afgelopen vijf jaar) van de KNVB een van de vijf clubs die promoveerden uit de Tweede divisie naar de Eerste divisie zonder op een promotieplek te eindigen.

## Wedstrijdstatistieken

### Oefenwedstrijden
| Datum + plaats             | Wedstrijd                       | Uitslag       | Scoreverloop                                                                                                 |
| -------------------------- | ------------------------------- | ------------- | --- |
| 9 augustus 1970 Zwolle     | PEC – DWS                       | 2 – 2 (0 – 1) | 32' Gerrie Deijkers 0–1, 48' Jan Kroes 1–1, 49' Niels Overweg (e.d.) 2–1, Karel Bonsink 2–2                  |
| 12 augustus 1970 Zwolle    | PEC – Zwolse selectie           | 1 – 1 (? – ?) | Onbekend |
| 10 oktober 1970 Leeuwarden | Cambuur – PEC                   | 1 – 0 (1 – 0) | Gerard Lippold 1–0 (p) Wedstrijd na 50 minuten gestaakt in verband met zeer dichte mist.                     |
| 8 november 1970 Zwolle     | PEC – MSV Duisburg              | 3 – 2 (0 – 1) | PEC: Herman Heskamp, Lody Kragt, Ben Hendriks Duisburg: Georg Damjanoff, Hans Sondermann                     |
|                            |                                 |               | |
| 3 januari 1971 Hattem      | VV Hattem (ama) – PEC           | 1 – 5 (1 – 3) | Strateman 1–0, Lody Kragt 1–1, Herman Heskamp 1–2, Lody Kragt 1–3, Freek Schutten (p) 1–4, Fons Stoffels 1–5 |
| 17 maart 1971 Zeist        | UEFA-jeugdelftal – PEC          | 1 – 2 (1 – 1) | Onbekend |
| 5 mei 1971 Zeist           | Joegoslavië – PEC               | 2 – 2 (? – ?) | Onbekend |
| 9 juni 1971 Zwolle         | PEC – Nederlands zaterdagelftal | 2 – 2 (1 – 0) | 44' Herman Heskamp 1–0, 48' Ben Hendriks 2–0, 53' Franken 2–1, 89' Franken 2–2                               |

### Tweede divisie
| 1e speelronde                                              | De Volewijckers                                                                                      | 2 – 2 (2 – 0) | PEC                                             |
| 23 augustus 1970 Plaats: Amsterdam Buiksloterbanne         | Dick Fiene 9' Tonny Coster 24'                                                                       |               | 48' Pepe Fernandez 75' Freek Schutten           |
| 2e speelronde                                              | PEC                                                                                                  | 5 – 2 (2 – 2) | EDO                                             |
| 30 augustus 1970 Plaats: Zwolle Gemeentelijk Sportpark     | Freek Schutten 2', 23' Lody Kragt 56', 73', 90'                                                      |               | 11' Wim van Polanen 42' Herman Kamoen           |
| 3e speelronde                                              | RCH                                                                                                  | 1 – 2 (1 – 2) | PEC                                             |
| 6 september 1970 Plaats: Heemstede Sportparklaan           | Ton Smit 67'                                                                                         |               | 26' Pepe Fernandez 28' Fons Stoffels            |
| 4e speelronde                                              | PEC                                                                                                  | 3 – 1 (2 – 0) | ZFC                                             |
| 13 september 1970 Plaats: Zwolle Gemeentelijk Sportpark    | Freek Schutten 6', 59' (pen.) Wojo Gardašević 30'                                                    |               | 49' Ruud Muskee                                 |
| 5e speelronde                                              | SC Gooiland                                                                                          | 0 – 0         | PEC                                             |
| 20 september 1970 Plaats: Hilversum Gemeentelijk Sportpark | |               |                                                 |
| 6e speelronde                                              | PEC                                                                                                  | 5 – 0 (1 – 0) | AGOVV                                           |
| 27 september 1970 Plaats: Zwolle Gemeentelijk Sportpark    | Freek Schutten 36' (pen.) Pepe Fernandez 56' Herman Heskamp 75', 88' Jan Rorije 80'                  |               |                                                 |
| 7e speelronde                                              | NOAD                                                                                                 | 1 – 1 (0 – 0) | PEC                                             |
| 18 oktober 1970 Plaats: Tilburg Sportpark Industriestraat  | Johan Heesbeen 65'                                                                                   |               | 53' (pen.) Freek Schutten                       |
| 8e speelronde                                              | PEC                                                                                                  | 2 – 2 (0 – 1) | Roda JC                                         |
| 25 oktober 1970 Plaats: Zwolle Gemeentelijk Sportpark      | Pepe Fernandez 55', 90'                                                                              |               | 15' Wim Langenhuizen 73' Jan Deswijzen          |
| 9e speelronde                                              | SC Drente                                                                                            | 2 – 0 (1 – 0) | PEC                                             |
| 1 november 1970 Plaats: Klazienaveen Mr. Ovingstraat       | Tonny Roosken 38' Wout Bosman 63'                                                                    |               |                                                 |
| 10e speelronde                                             | PEC                                                                                                  | 1 – 2 (1 – 1) | FC VVV                                          |
| 15 november 1970 Plaats: Zwolle Gemeentelijk Sportpark     | Wojo Gardašević 24'                                                                                  |               | 38', 85' Jan Verbong                            |
| 11e speelronde                                             | Fortuna                                                                                              | 0 – 2 (0 – 2) | PEC                                             |
| 22 november 1970 Plaats: Vlaardingen Floreslaan            | |               | 6' Herman Heskamp 25' Lody Kragt                |
| 12e speelronde                                             | PEC                                                                                                  | 1 – 1 (1 – 1) | Hermes DVS                                      |
| 29 november 1970 Plaats: Zwolle Gemeentelijk Sportpark     | Jan Kroes 44'                                                                                        |               | 30' Cees van Kooten                             |
| 13e speelronde                                             | RBC                                                                                                  | 1 – 2 (0 – 1) | PEC                                             |
| 6 december 1970 Plaats: Roosendaal De Luiten               | Ben Redel 7'                                                                                         |               | 56' Pepe Fernandez 66' Ben Hendriks             |
| 14e speelronde                                             | PEC                                                                                                  | 1 – 0 (0 – 0) | Eindhoven                                       |
| 13 december 1970 Plaats: Zwolle Gemeentelijk Sportpark     | Pepe Fernandez 81'                                                                                   |               |                                                 |
| 15e speelronde                                             | Baronie                                                                                              | 1 – 1 (0 – 0) | PEC                                             |
| 20 december 1970 Plaats: Breda De Blauwe Kei               | Dick Hoogmoed 52'                                                                                    |               | 57' Fons Stoffels                               |
| 16e speelronde                                             | PEC                                                                                                  | 3 – 3 (0 – 0) | De Volewijckers                                 |
| 10 januari 1971 Plaats: Zwolle Gemeentelijk Sportpark      | Henk Liotart 78' Lody Kragt 80' Freek Schutten 85'                                                   |               | 47' Tonny Coster 70' Piet Boogaard 87' Co Stout |
| 17e speelronde                                             | EDO                                                                                                  | 1 – 1 (1 – 1) | PEC                                             |
| 17 januari 1971 Plaats: Haarlem Noordersportpark           | Theo Koenekoop 30'                                                                                   |               | 44' Henk Liotart                                |
| 18e speelronde                                             | PEC                                                                                                  | 2 – 1 (0 – 1) | RCH                                             |
| 24 januari 1971 Plaats: Zwolle Gemeentelijk Sportpark      | Pepe Fernandez 60' Wojo Gardašević 88'                                                               |               | 36' Piet van den Berg                           |
| 19e speelronde                                             | ZFC                                                                                                  | 2 – 3 (2 – 1) | PEC                                             |
| 31 januari 1971 Plaats: Zaandam Hoornseveld                | Ruud Muskee 5' Dick Helling 25'                                                                      |               | 35', –' Pepe Fernandez 49' Jan Kroes            |
| 20e speelronde                                             | PEC                                                                                                  | 4 – 0 (0 – 0) | Limburgia                                       |
| 7 februari 1971 Plaats: Zwolle Gemeentelijk Sportpark      | Jan Rorije 48' Herman Heskamp 72' Wojo Gardašević 73' Klaas Drost 75'                                |               |                                                 |
| 21e speelronde                                             | PEC                                                                                                  | 7 – 1 (3 – 0) | SC Gooiland                                     |
| 21 februari 1971 Plaats: Zwolle Gemeentelijk Sportpark     | Freek Schutten 8' (pen.), 82' Henk Liotart 24' Pepe Fernandez 45', 69' Jan Rorije 75' Lody Kragt 84' |               | 74' (pen.) Gerard Hogenbirk                     |
| 22e speelronde                                             | AGOVV                                                                                                | 1 – 3 (0 – 1) | PEC                                             |
| 28 februari 1971 Plaats: Apeldoorn Berg & Bos              | Cor Adelaar 62'                                                                                      |               | 29', 85' Herman Heskamp 85' Jan Rorije          |
| 23e speelronde                                             | Roda JC                                                                                              | 1 – 1 (0 – 0) | PEC                                             |
| 28 maart 1971 Plaats: Kerkrade Kaalheide                   | Walter Kousen 47'                                                                                    |               | 54' Jan Rorije                                  |
| 24e speelronde                                             | PEC                                                                                                  | 1 – 0 (0 – 0) | NOAD                                            |
| 4 april 1971 Plaats: Zwolle Gemeentelijk Sportpark         | Ben Hendriks 63'                                                                                     |               |                                                 |
| 25e speelronde                                             | PEC                                                                                                  | 2 – 0 (1 – 0) | SC Drente                                       |
| 18 april 1971 Plaats: Zwolle Gemeentelijk Sportpark        | Lody Kragt 1' Fons Stoffels 90'                                                                      |               |                                                 |
| 26e speelronde                                             | FC VVV                                                                                               | 1 – 2 (1 – 1) | PEC                                             |
| 25 april 1971 Plaats: Venlo De Kraal                       | Jan Verbong 68'                                                                                      |               | 50' Freek Schutten 85' Pepe Fernandez           |
| 27e speelronde                                             | PEC                                                                                                  | 4 – 1 (2 – 0) | Fortuna                                         |
| 2 mei 1971 Plaats: Zwolle Gemeentelijk Sportpark           | Pepe Fernandez 24' Lody Kragt 38' Henk Liotart 51', 65'                                              |               | 61' Aad Reijgersberg                            |
| 28e speelronde                                             | Hermes DVS                                                                                           | 1 – 0 (0 – 0) | PEC                                             |
| 9 mei 1971 Plaats: Schiedam Harga                          | Cees van Kooten 57'                                                                                  |               |                                                 |
| 29e speelronde                                             | PEC                                                                                                  | 1 – 1 (0 – 0) | RBC                                             |
| 16 mei 1971 Plaats: Zwolle Gemeentelijk Sportpark          | Pepe Fernandez 75'                                                                                   |               | 80' Fred Gillissen                              |
| 30e speelronde                                             | Eindhoven                                                                                            | 3 – 2 (2 – 1) | PEC                                             |
| 23 mei 1971 Plaats: Eindhoven Aalsterweg                   | Dom Hakkens 22', 76' Hendrik Schalks 33'                                                             |               | 15' Pepe Fernandez 61' Fons Stoffels            |
| 31e speelronde                                             | PEC                                                                                                  | 4 – 1 (3 – 0) | Baronie                                         |
| 29 mei 1971 Plaats: Zwolle Gemeentelijk Sportpark          | Lody Kragt 16' Fons Stoffels 32' Freek Schutten 44' Jan Rorije 47'                                   |               | 60' Dick Hoogmoed                               |
| 32e speelronde                                             | Limburgia                                                                                            | 2 – 2 (0 – 0) | PEC                                             |
| 6 juni 1971 Plaats: Brunssum Venweg                        | Willy Coolen 61', –'                                                                                 |               | 64' Fons Stoffels 84' Ben Hendriks              |

### KNVB beker
| 1e ronde                                                | Willem II           | 1 – 0 (0 – 0) | PEC |
| 16 augustus 1970 Plaats: Tilburg Gemeentelijk Sportpark | Harrie Hilverts 85' |               |     |

## Selectie en technische staf

### Selectie 1970/71
| Nr.           | Nat.                | Naam               | Competitie | Competitie | Beker      | Beker      | Totaal     | Totaal     | Seizoen    | Vorige club       | Debuut           |            |            |            |
| Nr.           | Nat.                | Naam               | W          |            | W          |            | W          |            | Seizoen    | Vorige club       | Debuut           |            |            |            |
| Doelmannen    | Doelmannen          | Doelmannen         | Doelmannen | Doelmannen | Doelmannen | Doelmannen | Doelmannen | Doelmannen | Doelmannen | Doelmannen        | Doelmannen       | Doelmannen | Doelmannen | Doelmannen |
| ------------- | ------------------- | ------------------ | ---------- | ---------- | ---------- | ---------- | ---------- | ---------- | ---------- | ----------------- | ---------------- | ---------- | ---------- | ---------- |
| -             | Vlag van Uruguay    | Leonel Conde       | –          | 0          | 0          | 0          | –          | 0          | 1e         | Kansas City Spurs | 29 november 1970 |            |            |            |
| -             | Vlag van Nederland  | Jan Lieftink       | –          | 0          | 0          | 0          | –          | 0          | 2e         | KHC (ama)         | –                |            |            |            |
| -             | Vlag van Nederland  | Henk Post          | –          | 0          | 1          | 0          | –          | 0          | 2e         | Zwolsche Boys     | –                |            |            |            |
| Verdedigers   |                     |                    |            |            |            |            |            |            |            |                   |                  |            |            |            |
| -             | Vlag van Nederland  | Klaas Drost        | –          | 1          | 0          | 0          | –          | 1          | 1e         | Jeugd             | –                |            |            |            |
| -             | Vlag van Montenegro | Wojo Gardašević    | –          | 4          | 1          | 0          | –          | 4          | 2e         | Zwolsche Boys     | –                |            |            |            |
| -             | Vlag van Nederland  | Puck van der Horst | –          | 0          | 1          | 0          | –          | 0          | 6e         | Vitesse           | –                |            |            |            |
| -             | Vlag van Nederland  | Wim Rijsbergen     | 26         | 0          | 1          | 0          | 27         | 0          | 1e         | Roodenburg (ama)  | –                |            |            |            |
| -             | Vlag van Nederland  | Ben Spanhaak       | –          | 0          | 1          | 0          | –          | 0          | 5e         | Jeugd             | –                |            |            |            |
| -             | Vlag van Nederland  | Jan de Vries       | –          | 0          | 0          | 0          | –          | 0          | 2e         | Zwolsche Boys     | –                |            |            |            |
| Middenvelders |                     |                    |            |            |            |            |            |            |            |                   |                  |            |            |            |
| -             | Vlag van Nederland  | Arno van den Bosch | –          | 0          | 1          | 0          | –          | 0          | 1e         | Onbekend          | –                |            |            |            |
| -             | Vlag van Nederland  | Folly van Dam      | –          | 0          | 0          | 0          | –          | 0          | 4e         | Zwolsche Boys     | –                |            |            |            |
| -             | Vlag van Nederland  | Gerrit Dekker      | –          | 0          | 0          | 0          | –          | 0          | 3e         | Onbekend          | –                |            |            |            |
| -             | Vlag van Nederland  | Freek Schutten     | –          | 12         | 1          | 0          | –          | 12         | 2e         | Zwolsche Boys     | –                |            |            |            |
| -             | Vlag van Nederland  | Jan Kroes          | –          | 2          | 1          | 0          | –          | 2          | –          | WHC (ama)         | –                |            |            |            |
| -             | Vlag van Nederland  | Henk Liotart       | –          | 5          | 1          | 0          | –          | 5          | 2e         | Dallas Tornado    | –                |            |            |            |
| Aanvallers    |                     |                    |            |            |            |            |            |            |            |                   |                  |            |            |            |
| -             | Vlag van Uruguay    | Pepe Fernandez     | –          | 16         | 1          | 0          | –          | 16         | 2e         | Kansas City Spurs | –                |            |            |            |
| -             | Vlag van Nederland  | Ben Hendriks       | –          | 3          | 0          | 0          | –          | 3          | 7e         | Zwolsche Boys     | –                |            |            |            |
| -             | Vlag van Nederland  | Herman Heskamp     | –          | 6          | 0          | 0          | –          | 6          | 2e         | FC Twente '65     | –                |            |            |            |
| -             | Vlag van Nederland  | Lody Kragt         | –          | 8          | 0          | 0          | –          | 8          | 3e         | Emmeloord (ama)   | –                |            |            |            |
| -             | Vlag van Nederland  | Jan Rorije         | –          | 7          | 0          | 0          | –          | 7          | 2e         | Wageningen        | –                |            |            |            |
| -             | Vlag van Nederland  | Fons Stoffels      | –          | 6          | 1          | 0          | –          | 6          | 2e         | Kansas City Spurs | –                |            |            |            |
| Nr.           | Nat.                | Naam               | W          |            | W          |            | W          |            | Seizoen    | Vorige club       | Debuut           |            |            |            |
| Nr.           | Nat.                | Naam               | Competitie | Competitie | Beker      | Beker      | Totaal     | Totaal     | Seizoen    | Vorige club       | Debuut           |            |            |            |

### Technische staf
| Naam             | Functie      | Bijzonderheid          |
| ---------------- | ------------ | ---------------------- |
| Pim van de Meent | Hoofdtrainer | tot 12 december 1970   |
| Lászlo Zalai     | Hoofdtrainer | vanaf 12 december 1970 |

## Statistieken PEC 1970/1971

### Eindstand PEC in de Nederlandse Tweede divisie 1970 / 1971
| Stand | Gespeeld | Gewonnen | Gelijk | Verloren | Punten | Doelpunten voor | Doelpunten tegen |
| ----- | -------- | -------- | ------ | -------- | ------ | --------------- | ---------------- |
| 2e    | 32       | 17       | 11     | 4        | 45     | 70              | 36               |

### Topscorers
| #      | Naam            | Goal |
| ------ | --------------- | ---- |
| 1.     | Pepe Fernandez  | 16   |
| 2.     | Freek Schutten  | 12   |
| 3.     | Lody Kragt      | 8    |
| 4.     | Jan Rorije      | 7    |
| 5.     | Herman Heskamp  | 6    |
| 5.     | Fons Stoffels   | 6    |
| 7.     | Henk Liotart    | 5    |
| 8.     | Wojo Gardašević | 4    |
| 9.     | Ben Hendriks    | 3    |
| 10.    | Jan Kroes       | 2    |
| 11.    | Klaas Drost     | 1    |
| Totaal | Totaal          | 70   |

| #      | Naam        | Goal |
| ------ | ----------- | ---- |
| –      | Geen speler | 0    |
| Totaal | Totaal      | 0    |

### Punten per speelronde
| Speelronde | 1 | 2 | 3 | 4 | 5 | 6 | 7 | 8 | 9 | 10 | 11 | 12 | 13 | 14 | 15 | 16 | 17 | 18 | 19 | 20 | 21 | 22 | 23 | 24 | 25 | 26 | 27 | 28 | 29 | 30 | 31 | 32 |
| ---------- | - | - | - | - | - | - | - | - | - | -- | -- | -- | -- | -- | -- | -- | -- | -- | -- | -- | -- | -- | -- | -- | -- | -- | -- | -- | -- | -- | -- | -- |
| Punten     | 1 | 2 | 2 | 2 | 1 | 2 | 1 | 1 | 0 | 0  | 2  | 1  | 2  | 2  | 1  | 1  | 1  | 2  | 2  | 2  | 2  | 2  | 1  | 2  | 2  | 2  | 2  | 0  | 1  | 0  | 2  | 1  |

### Punten na speelronde
| Speelronde | 1 | 2 | 3 | 4 | 5 | 6  | 7  | 8  | 9  | 10 | 11 | 12 | 13 | 14 | 15 | 16 | 17 | 18 | 19 | 20 | 21 | 22 | 23 | 24 | 25 | 26 | 27 | 28 | 29 | 30 | 31 | 32 |
| ---------- | - | - | - | - | - | -- | -- | -- | -- | -- | -- | -- | -- | -- | -- | -- | -- | -- | -- | -- | -- | -- | -- | -- | -- | -- | -- | -- | -- | -- | -- | -- |
| Punten     | 1 | 3 | 5 | 7 | 8 | 10 | 11 | 12 | 12 | 12 | 14 | 15 | 17 | 19 | 20 | 21 | 22 | 24 | 26 | 28 | 30 | 32 | 33 | 35 | 37 | 39 | 41 | 41 | 42 | 42 | 44 | 45 |

### Doelpunten per speelronde
| Speelronde | 1 | 2 | 3 | 4 | 5 | 6 | 7 | 8 | 9 | 10 | 11 | 12 | 13 | 14 | 15 | 16 | 17 | 18 | 19 | 20 | 21 | 22 | 23 | 24 | 25 | 26 | 27 | 28 | 29 | 30 | 31 | 32 | Totaal |
| ---------- | - | - | - | - | - | - | - | - | - | -- | -- | -- | -- | -- | -- | -- | -- | -- | -- | -- | -- | -- | -- | -- | -- | -- | -- | -- | -- | -- | -- | -- | ------ |
| Doelpunten | 2 | 5 | 2 | 3 | 0 | 5 | 1 | 2 | 0 | 1  | 2  | 1  | 2  | 1  | 1  | 3  | 1  | 2  | 3  | 4  | 7  | 3  | 1  | 1  | 2  | 2  | 4  | 0  | 1  | 2  | 4  | 2  | 70     |

## Voetnoten
AGOVV · Baronie · SC Drente · EDO · Eindhoven · Fortuna · Gooiland · Hermes DVS · Limburgia · NOAD · PEC · RBC · RCH · Roda JC · De Volewijckers · FC VVV · ZFC